# غلتش

انیمیشن نشان می‌دهد حرکت غلتش یک چرخ، یک برهمنهی از دو حرکت است: انتقال نسبت به سطح، و چرخش به دور محور خود.

غلتش یا لولش (به انگلیسی: Rolling) نوعی حرکت است که ترکیبی از چرخش (معمولاً یک جسم متقارن محوری) و انتقال آن جسم نسبت به یک سطح، به گونه ای که در صورت وجود شرایط ایده‌آل، این دو در تماس با یکدیگر، لغزش ندارند.
غلتش در جایی که هیچ لغزشی وجود ندارد، غلتش خالص نامیده می‌شود. طبق تعریف، در غلتش خالص، دو نقطه از دو جسم، در لحظه تماس دارای سرعت برابر هستند. در غلتش خالص دو استوانه یا یک استوانه و یک صفحه مسطح، یک خط تماس داریم. دو خط از دو جسم استوانه ای، یا یک استوانه و یک صفحه مسطح، در لحظه تماس دارای سرعت برابر هستند. در عمل، به دلیل تغییر شکل‌های کوچک در نزدیکی منطقه تماس، به لغزش‌های جزئی و موضعی و اتلاف انرژی اتفاق می‌افتد. با این وجود، اصطکاک غلتشی حاصل بسیار پایین‌تر از اصطکاک لغزشی است.

## کاربردها
بیشتر وسایل نقلیه زمینی از چرخ استفاده می‌کنند و بنابراین برای جابجایی می‌چرخند. باید لغزش را به حداقل برساند (تقریباً غلتش خالص)، در غیر این صورت ممکن است از دست دادن کنترل و تصادف باشد. این لغزش هنگام ترمز کردن یا شتاب ناگهانی و به‌ویژه زمانی که سطح جاده با برف، باران، شن و ماسه یا روغن پوشانده شده باشد، رخ دهد.
یکی دیگر از کاربردهای غلتش در یاتاقان‌های غلتشی، مانند بلبرینگ‌ها و رولزبرینگ‌ها می‌باشد. در چنین یاتاقان‌هایی، حرکت نسبی دو سطح به حرکت غلتشی تبدیل می‌شود که به میزان قابل توجهی از اصطکاک و اتلاف انرژی می‌کاهد. این یاتاقان‌ها در بسیاری از ماشین آلات، از جمله خودروها، فن‌ها، لوازم خانگی، ماشین‌های ابزار و تولید و … کاربردهای وسیعی دارند.